# Norrbro

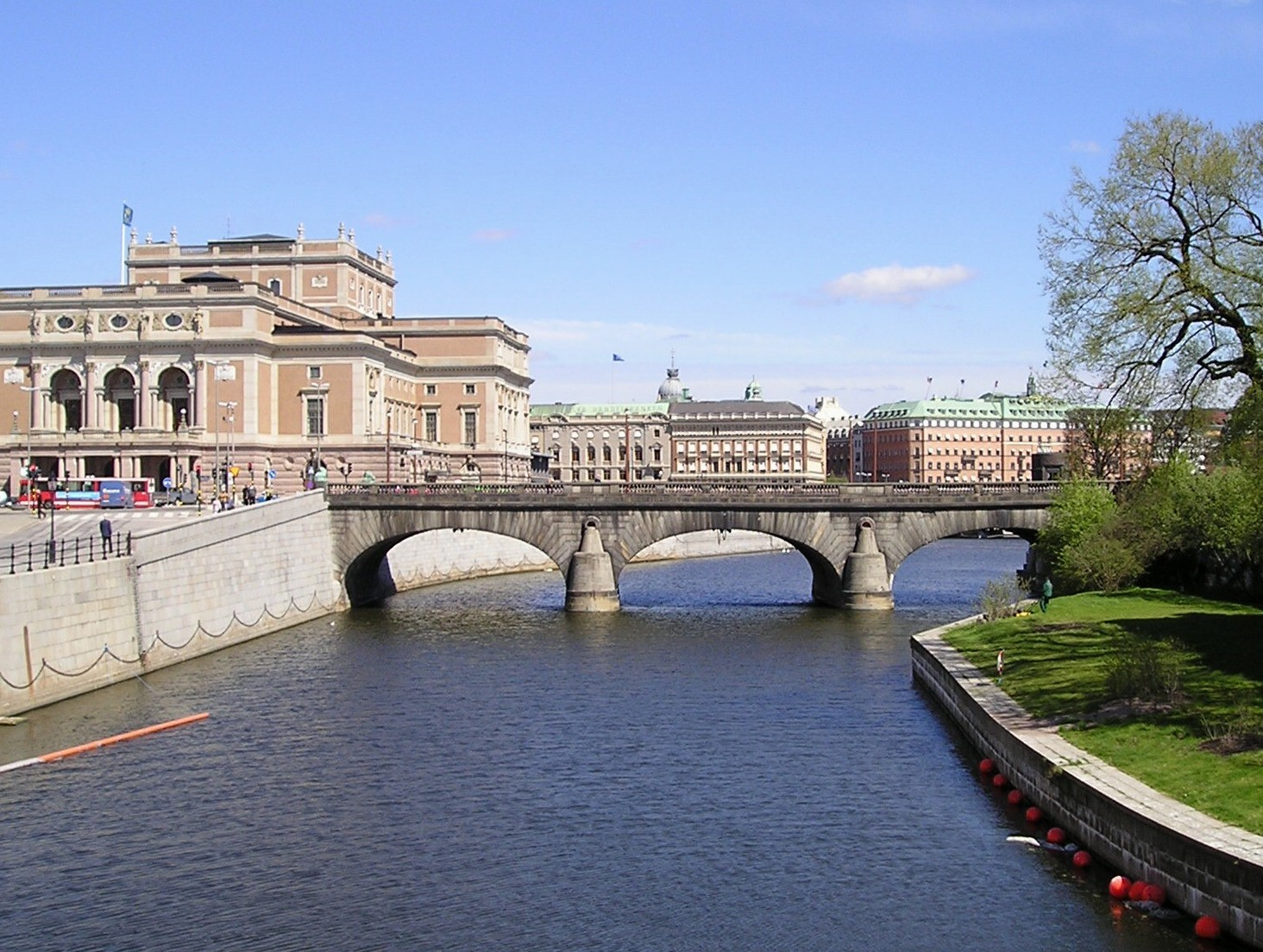
Norrbro, nördlicher Teil, 2006

Die Norrbro (schwedisch für Nordbrücke) ist eine Brücke in Stockholm, die die Stadtteile Gamla stan und Norrmalm verbindet. Die Brücke wurde von Carl Fredrik Adelcrantz und Erik Palmstedt entworfen und im Jahr 1807 eingeweiht. Sie ist damit eine der ältesten erhaltenen Brücken Stockholms. Nach zweijähriger Bauzeit für Reparatur- und Renovierungsarbeiten wurde die Norrbro am 23. Januar 2010 von Kronprinzessin Victoria wiedereröffnet.

## Geschichte

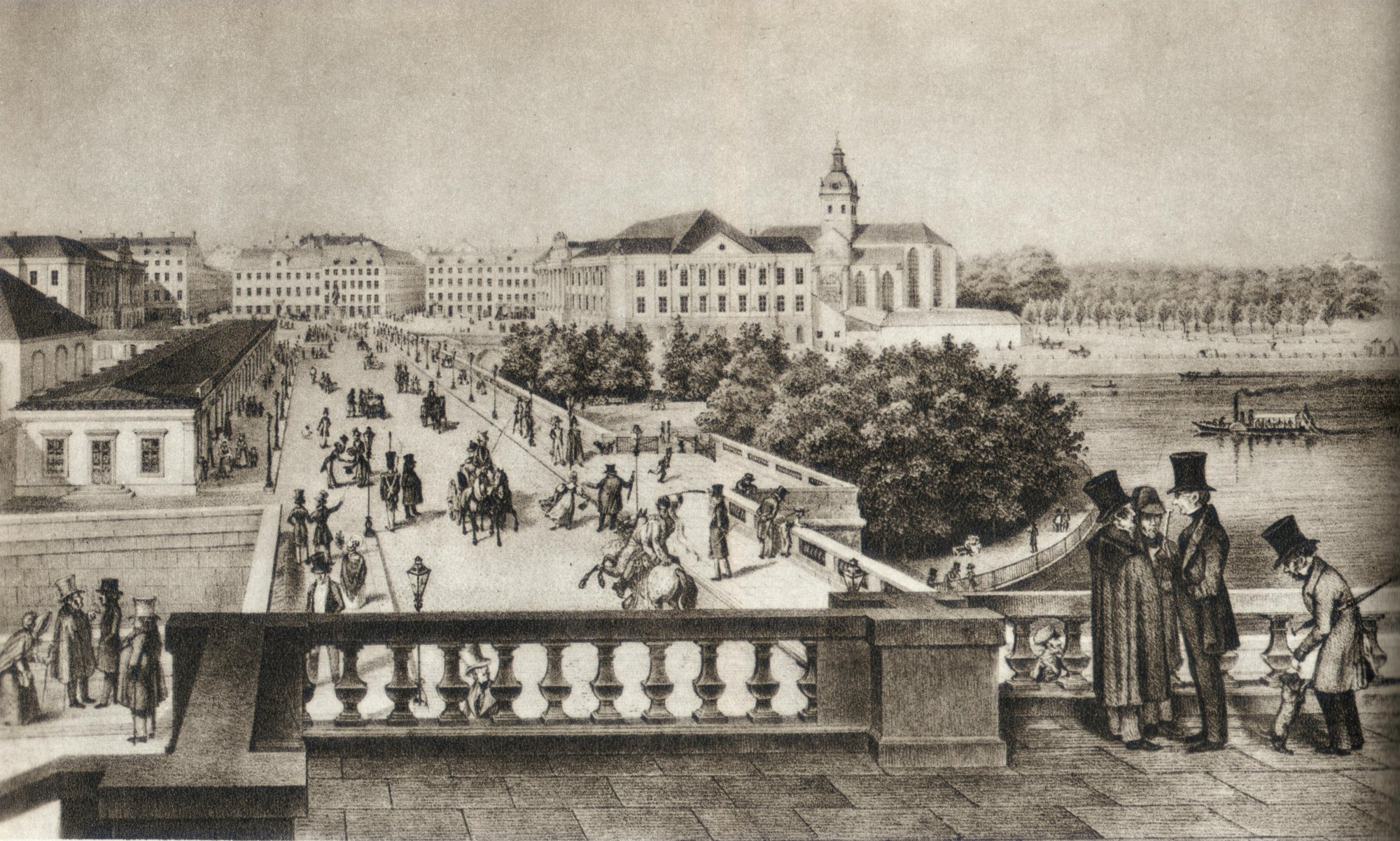
Norrbro, Blick nach Norden, 1840

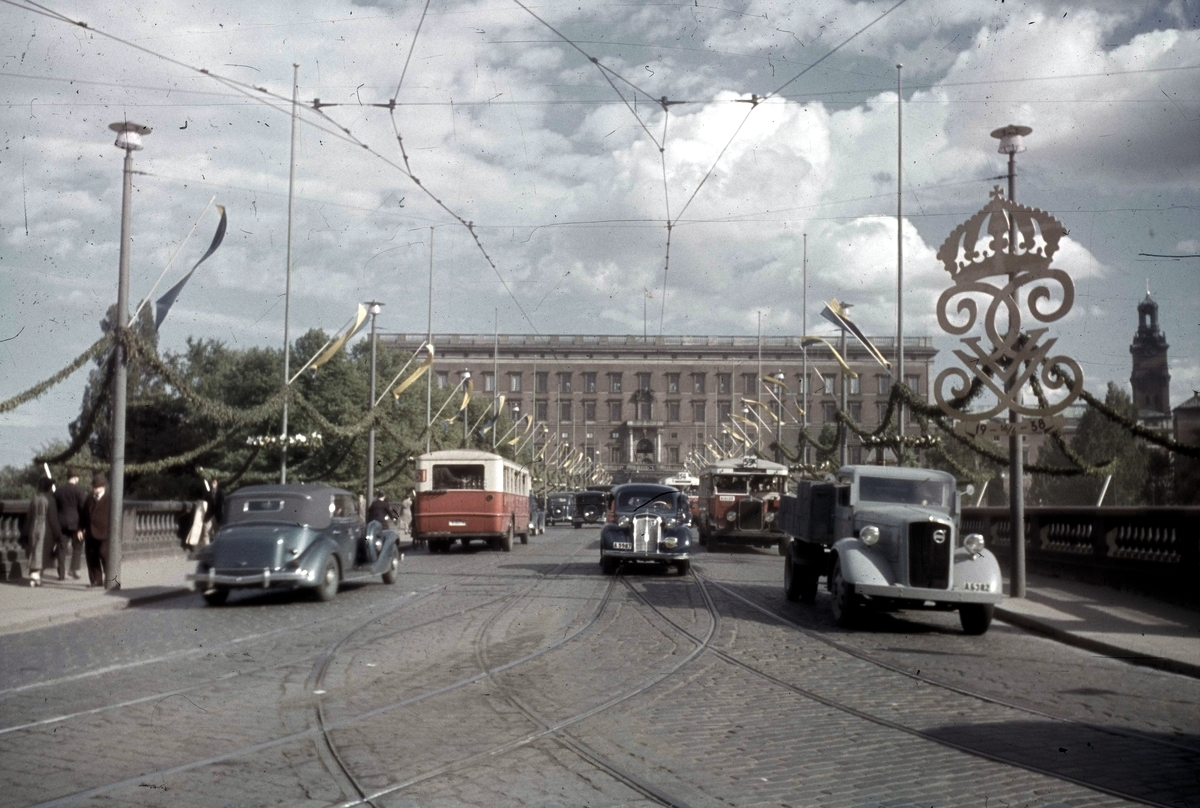
Norrbro, geschmückt zu König Gustav V.s Geburtstag 1938

Schon im 13. Jahrhundert wird eine Brücke unter der Bezeichnung Stockholms norra bro (Stockholms nördliche Brücke) über die Gewässer zwischen Gamla stan und der nördlichen Umgebung der Stadt erwähnt. 1654 sollte ein Brückenprojekt eine Achse vom Stockholmer Schloss nach Norden hin erstellen. 1781 legte Carl Fredrik Adelcrantz seinen Plan für die Norrbro vor, der nach Bearbeitung von Erik Palmstedt angenommen wurde. Die Bauarbeiten begannen 1787 und zwanzig Jahre später konnte die Brücke eingeweiht werden.
Das Bauwerk besteht aus drei Teilbrücken. Der nördliche Teil ist eine Bogenbrücke mit drei Bögen, die Mitte besteht aus einer planen Konstruktion und der südliche Teil ist wiederum eine Bogenbrücke mit einem Bogenschlag. Die Norrbro ist 19 Meter breit und insgesamt 190 Meter lang. Die sichtbaren Teile sind mit Granit verkleidet.
Die Norrbro war bis weit in die 1930er Jahre die nord-südliche Hauptverkehrsachse in Stockholm und hatte mit ihrer zentralen Lage auch immer eine Funktion als Festplatz und Paradestraße. Hier wurden 1853 Stockholms erste Gaslaternen installiert und hier experimentierte man später mit der ersten elektrischen Straßenbeleuchtung.
Über die Norrbro führt seit je her die Wachparade auf ihrem Marsch zum Schloss und ausländische Staatsoberhäupter passieren die Brücke traditionell in offenen Kutschen zum Besuch beim schwedischen König. Auch Trauerzüge führen über die Norrbro, wie beispielsweise beim Staatsbegräbnis von Olof Palme.

## Renovierung

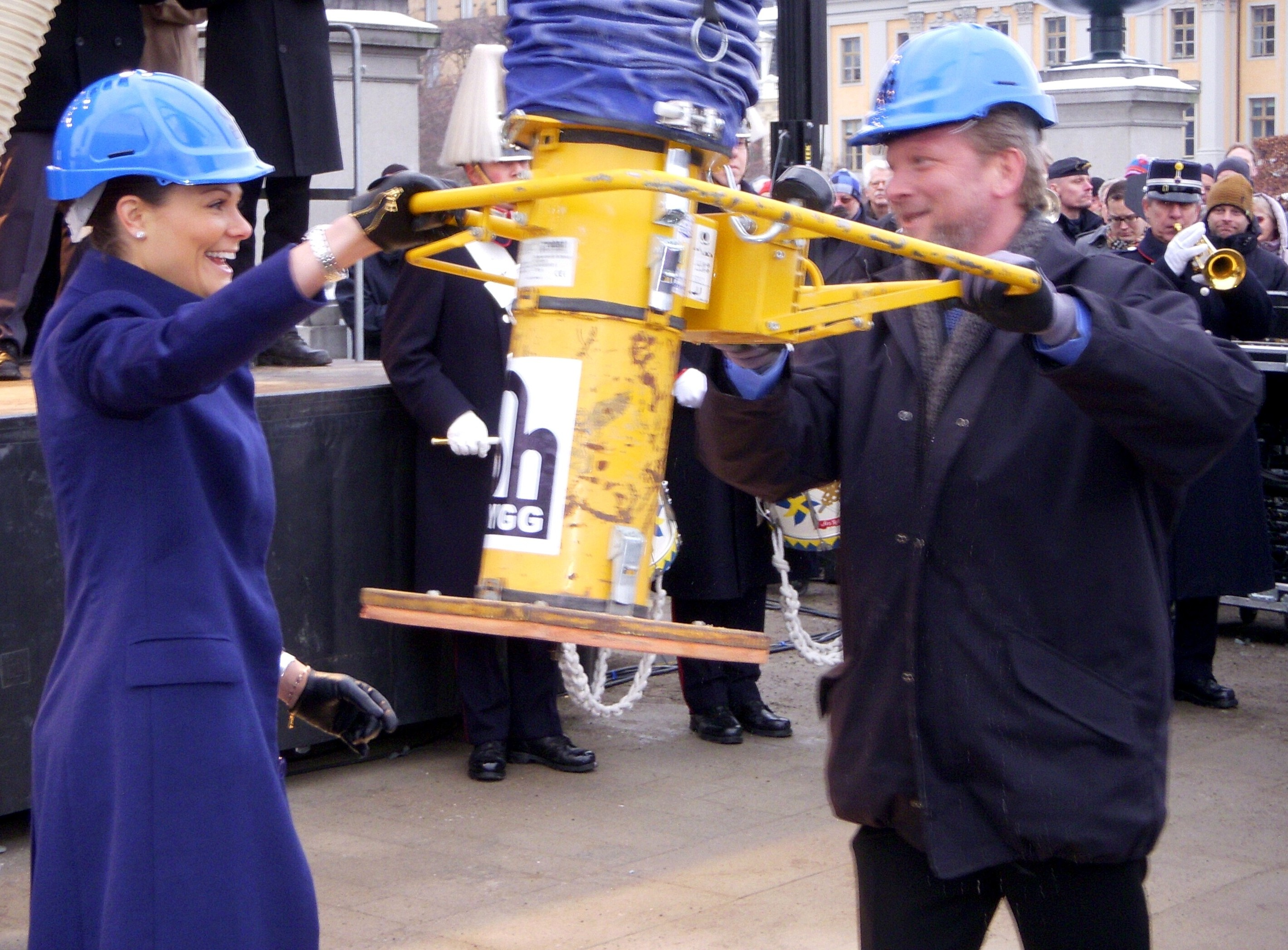
Neueinweihung durch Victoria von Schweden am 23. Januar 2010

Nach über 200 Jahren ohne größere Reparaturen zeigte die Brücke Alterserscheinungen und schwere Schäden, die hauptsächlich durch nachgebende Fundamente verursacht worden waren. Die Brücke drohte einzustürzen und schwerer Verkehr wurde untersagt. In das Stockholmer Mittelaltermusem (Stockholms medeltidsmuseum), das unter dem Mittelteil der Brücke liegt, drang Regenwasser ein und Ziegelsteine fielen herab.
Im Jahr 2007 beschloss die Stadt Stockholm ein umfangreiches Renovierungsprogramm, bei dem praktisch die gesamte Brücke abgetragen und wieder neu aufgebaut wurde. Am 23. Januar 2010 konnte die Norrbro durch Kronprinzessin Victoria erneut eingeweiht werden. Sie legte den letzten Granitstein in den Gehweg und schloss damit an die lange Geschichte der Brücke an, bei der König Gustav III. den Grundstein gelegt hatte.